# Burbach (Noordrijn-Westfalen)
Burbach is een plaats en gemeente in de Duitse deelstaat Noordrijn-Westfalen, gelegen in de Kreis Siegen-Wittgenstein. De gemeente Burbach telt 14.913 inwoners (31 december 2020) op een oppervlakte van 79,65 km².

## Afbeeldingen

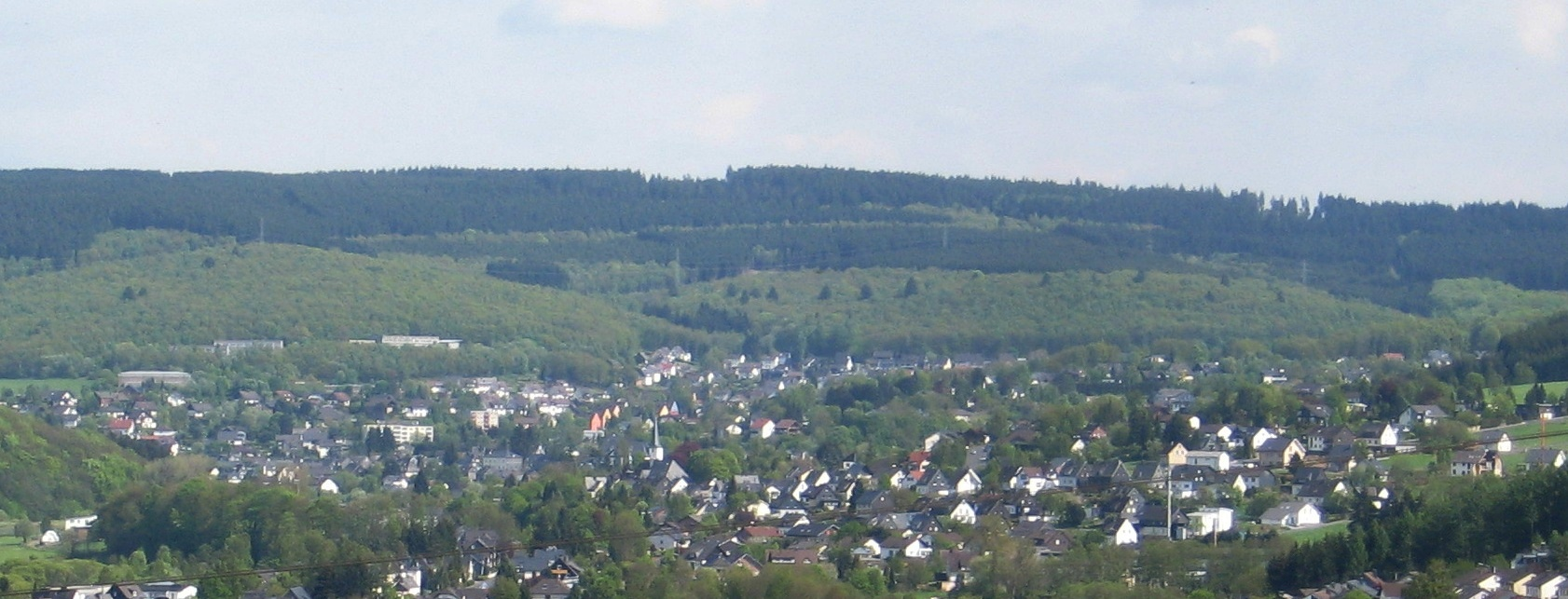
Gezicht op Burbach
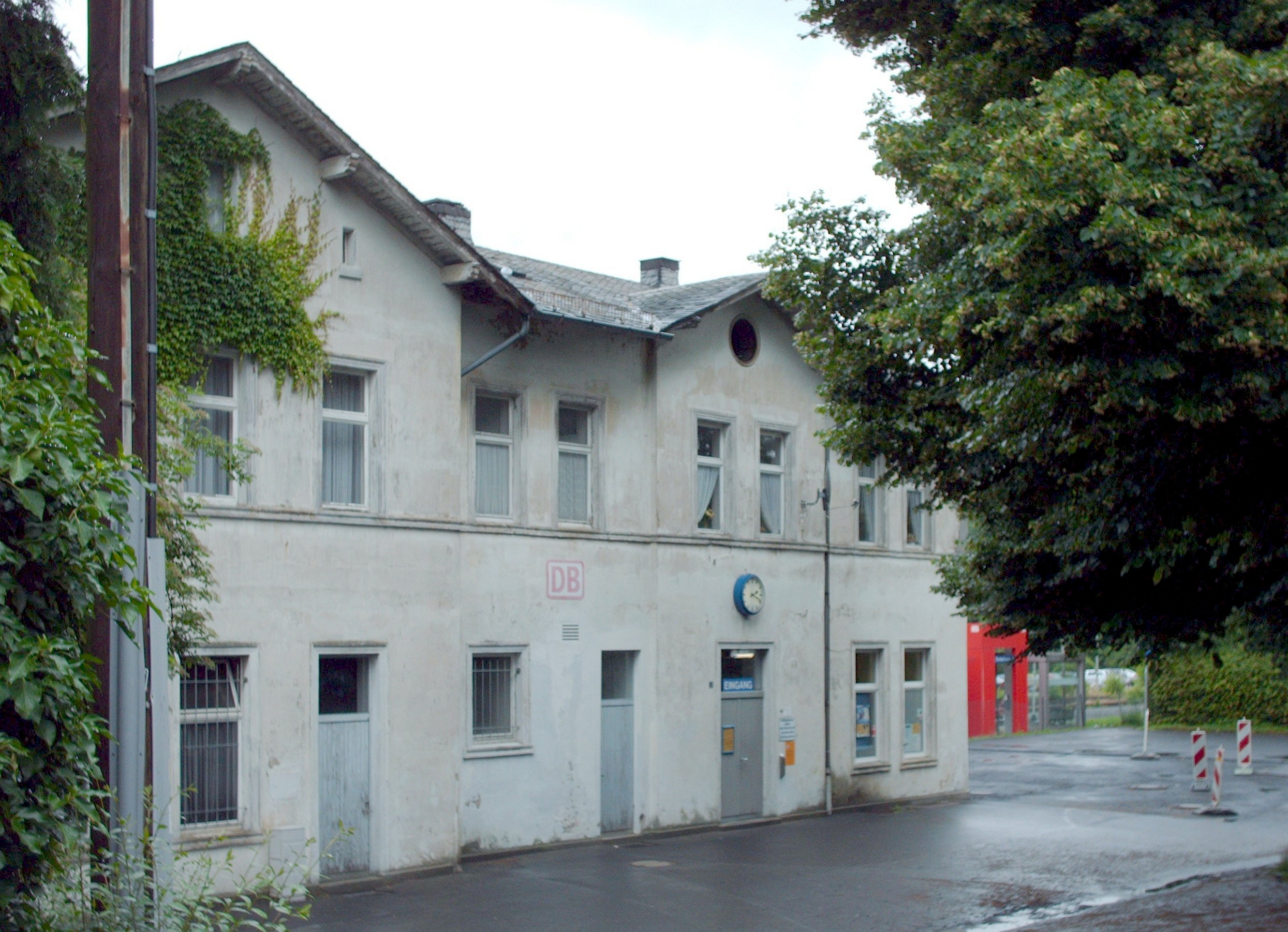
Station

Bad Berleburg · Bad Laasphe · Burbach · Erndtebrück · Freudenberg · Hilchenbach · Kreuztal · Netphen · Neunkirchen · Siegen · Wilnsdorf